# Fiskevård
Fiskevård innebär insatser i vattendrag för att gynna en eller flera fiskarter. Till fiskevård räknas biotopförbättringar, fiskevårdande fiske samt utplantering av fisk. Även vattenvård, som till exempel sjökalkning kan räknas som fiskevård. Fiskevård utförs oftast av fiskevårdsområden och fiskeklubbar, och finansieras i regel genom försäljning av fiskekort. I Sverige ges rådgivning om fiskevård av Hushållningssällskapet och Sportfiskarna.

## Biotopvård
Biotopvård utförs i regel för att restaurera vattendrag som skadats av mänskliga aktiviteter som vattenkraftverk, flottning, dikning etc.  Kan innebära rivning av vandringshinder, byggandet av fisktrappor eller återställning av lekbottnar. Det kan ofta vara ganska enkla åtgärder som krävs i små flottningsrensade vattendrag. I ett rensat vattendrag har man plockat upp alla stora stenar och sprängt forsnackar för att inte timret ska fastna. Detta har skapat en homogen struktur på botten.  Stenarna gör att ytan som små vattenorganismer kan leva på ökar. De ger även en mer turbulent ström som hindrar små partiklar från att kväva rom som ligger i grusbottnarna. Stenarna hindrar även lekgruset från att spolas bort från leklokalerna. Vid restaurering lägger man tillbaka sten och grus så att vattendraget återfår en mer naturligt lopp och bottenstruktur.
Andra åtgärder som har positiv effekt på vattenbiotopen är att låta buskar och träd växa upp längs vattendraget. Träd och buskar skuggar vattendraget och ger en lägre vattentemperatur. Löv och grenar bildar dessutom ofta basen för näringskedjan genom att de används som föda av flera organismer samtidigt som näringsämnen frigörs vid nedbrytningen. För att gynna tillgången på abborre kan man lägga ut en så kallad risvase. En risvase är ett knippe med till exempel granris som sänks i sjön och förankras. Risvasen ger skydd åt abborrens yngel och blir också en bra fiskeplats eftersom den lockar till sig större rovfisk. För att ge kräftor skydd under skalömsningsperioden kan man lägga till exempel tegelpannor eller tegelrör i vattnet. Naturliga material som stenar och stockar fungerar också bra.

## Fiskevårdande fiske
Fiskevårdande fiske innebär att man begränsar vissa arter till förmån för andra, värdefullare arter. Nätfiske av vitfisk som mört och braxen där de förekommer i stor mängd ger ökad tillgång till näring för framför allt yngel av abborre och andra värdefullare fiskar.

## Utplantering av fisk

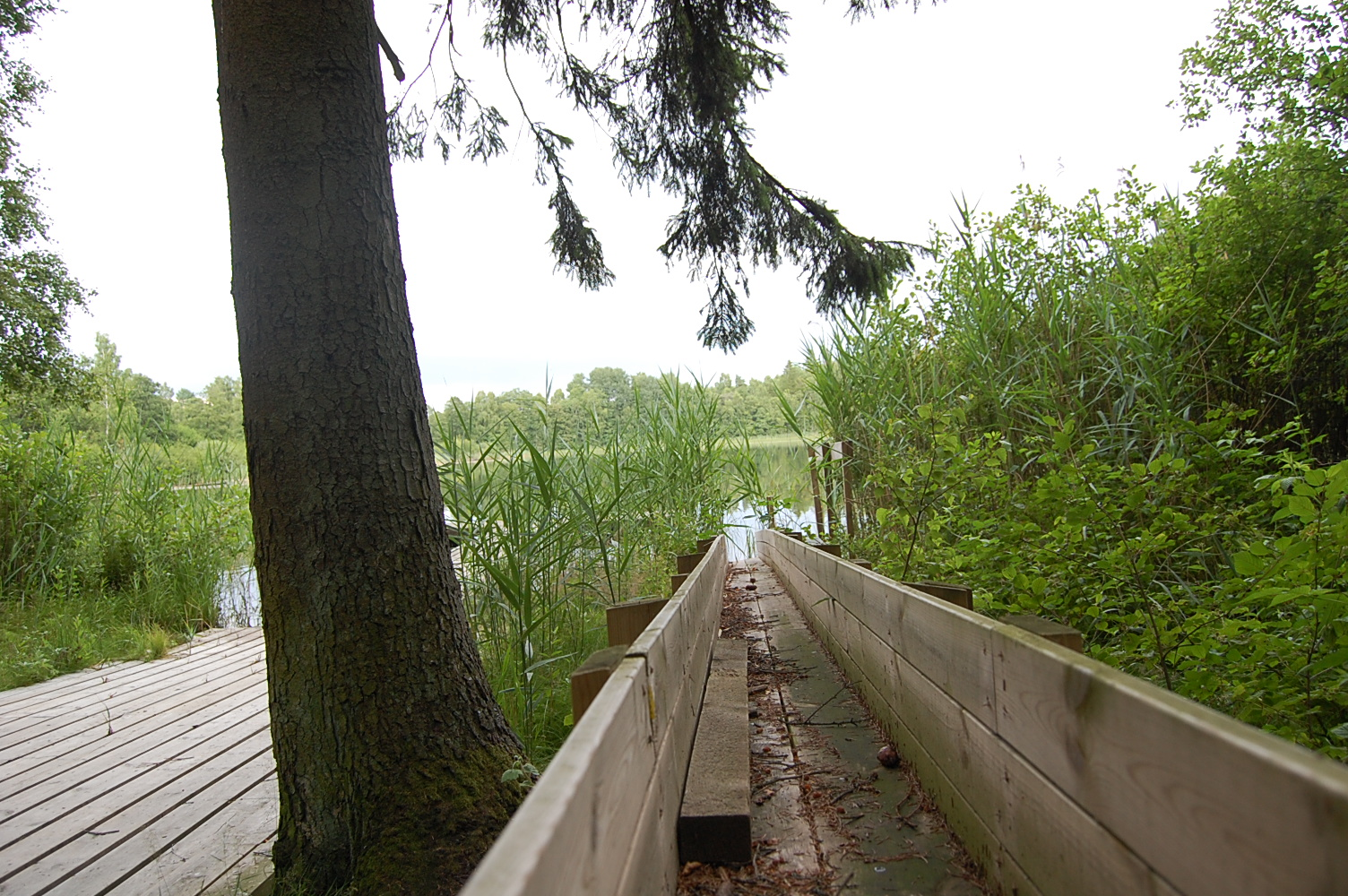
Laxrännan i Grundsjön, Ryssberget, för utplantering av regnbågsöring för sportfiske

Till fiskevård räknas även utplantering av odlad fisk för att förbättra de naturliga fiskbestånden och fisket. Sådana stödplanteringar är vanliga av öring och röding och sker i regel i regi av fiskevårdsområden. Under senare[när?] år har det även blivit vanligt med utplantering av gös, både som stödplantering och nyintroduktion i vatten där den inte tidigare förekommit. Signalkräfta har med framgång planterats ut i vatten där kräftpesten slagit ut de tidigare bestånden av flodkräfta. Regnbågsöring planteras ofta ut i sportfiskesyfte i så kallat put and take-vatten där den inte kan reproducera sig. Utplantering av fisk och kräftor kräver i Sverige tillstånd från länsstyrelsen.

## Fångstbegränsningar
I många sjöar och vattendrag med ädelfisk har man fångstbegränsningar, så kallad "bag-limit" för att förhindra överfiskning. Vanligen är det utformat så att max 3 eller 4 ädelfiskar får tas upp och avlivas per fiskekort och dag. Ofta finns även minimimått för de fiskar som får behållas. I vissa speciellt känsliga vatten är endast så kallad catch and release tillåtet.